# Стронгилоцентротусы
Стронгилоцентротусы (лат. Strongylocentrotus) — род морских ежей из семейства Strongylocentrotidae.
Это так называемые «правильные» морские ежи, характеризующиеся круглым панцирем и иголками по всему телу. Рот расположен на нижней стороне тела, а анус — на верхней стороне.
На уровне скелета апикальный диск имеет полуциклическую форму. Амбулакры полигеминальные, с 5-10 парами пор на пластинку. На каждой амбулакральной пластинке имеется первичный бугорок и вторичный бугорок меньшего размера. Интерамбулакральные пластинки несут большой первичный бугорок и несколько небольших вторичных бугорков, расположенных горизонтально. Иголки тонкие и не превышают 0,5 см в диаметре.
Встречаются в основном в северо-восточной части Тихого океана, от России до Калифорнии, в зависимости от вида, но Strongylocentrotus droebachiensis населяет весь Северный Ледовитый океан. Этот род появился в миоцене.
Эти морские ежи съедобны и вылавливаются традиционно или в промышленных масштабах на побережьях нескольких стран.

## Виды
По данным World Register of Marine Species род Strongylocentrotus на февраль 2025 года род включает следующие виды:
- † Strongylocentrotus antiquus  Philip, 1965
- † Strongylocentrotus cotteaui  A. Bell, 1897
- Strongylocentrotus djakonovi  Baranova, 1957
- Strongylocentrotus droebachiensis (O. F. Müller, 1776)
- Strongylocentrotus fragilis  Jackson, 1912
- Strongylocentrotus intermedius (A. Agassiz, 1863)
- † Strongylocentrotus magistrus  Nisiyama, 1966
- † Strongylocentrotus octoporus  Nisiyama, 1966
- Strongylocentrotus pallidus (G. O. Sars, 1871)
- Strongylocentrotus polyacanthus A. Agassiz and H. L. Clark, 1907
- Strongylocentrotus pulchellus  A. Agassiz & H.L. Clark, 1907
- Strongylocentrotus purpuratus (Stimpson, 1857)
- † Strongylocentrotus scaber  Gregory, 1891

Виды Mesocentrotus franciscanus (A. Agassiz, 1863) и Mesocentrotus nudus (A. Agassiz, 1863) ранее включавшиеся в состав этого рода, сегодня выделены в отдельный род Mesocentrotus Tatarenko & Poltaraus, 1993.